# Cosmin Olăroiu
Cosmin Aurelian Olăroiu (Bucareste, 10 de junho de 1969) é um ex-futebolista e treinador de futebol romeno. Atualmente comanda o Sharjah FC e Seleção Emiradense.

## Carreira
Como jogador, Olăroiu não teve uma carreira muito produtiva: atuou por Gloria Buzău, MECON Bucureşti, Girueta Bucureşti, Naţional/Progresul, Universitatea Craiova e Suwon. Encerrou a carreira em 2000, no JEF United do Japão.

### Seleção Romena
Olăroiu jamais foi convocado para a Seleção Romena: foi negado para disputar as Copas de 1994 e 1998 e a Eurocopa de 1996.

## Carreira de treinador
Pouco tempo após terminar a carreira de jogador, Olăroiu iniciou uma nova carreira: a de treinador. A primeira equipe comandada por ele foi o Naţional/Progresul, que voltaria a ser comandado em 2005. Comandou também por duas oportunidades o Steaua Bucureşti, Timişoara, Al-Hilal e Al-Sadd. Atualmente, Olăroiu treina o Al Ain, no lugar do brasileiro Alexandre Gallo.

### Seleção Saudita
Ele comandou a Seleção Saudita de Futebol na Copa da Ásia de 2015.

## Conquistas

### Como jogador
- Suwon Bluewings:
  -  Campeonato Sul-Coreano: 1998 e 1999
  -  Supercopa Sul-Coreano: 1999 e 2000
  -  Copa da Liga Sul-Coreana: 1999 e 2000

### Como treinador
- Steaua Bucareste:
  -  Campeonato Romeno: 2005–06
  -  Supercopa da Roménia: 2006
  - Copa da UEFA: 2005–06 (Semifinal)

- Al-Hilal: 
  -  Campeonato Saudita:  2007–08
  -  Copa da Arábia Saudita:  2007–08 e 2008–09

- Al-Sadd: 
  -  Qatar Stars Cup: 2010

- Al Ain: 
  -  Campeonato Emiradense: 2011–12 e 2012–13
  -  Supercopa dos Emirados Árabes: 2012

- Al Ahli:
  -  Campeonato Emiradense: 2013–14 e 2015–16
  -  Supercopa dos Emirados Árabes: 2013, 2014 e 2016
  -  Etisalat Emirates Cup: 2013–14 e  2016–17
  -  Liga dos Campeões da AFC: 2015 (Vice-campeão)

- Jiangsu Suning:
  -  Campeonato Chinês: 2020

- Sharjah FC:
  -  Copa dos Presidentes Emiradense: 2021–22, 2022–23
  -  Campeonato Emiradense: 2022–23
  -  Supercopa dos Emirados Árabes: 2022
  -  Liga dos Campeões Dois da AFC: 2024–25

### Prêmios Individuais
- Melhor treinador romeno: 2006
- Melhor treinador do Campeonato Saudita: 2008
- Melhor treinador do Campeonato Emiradense: 2014, 2016, 2017
- Melhor treinador no Oriente Médio: 2015